# جان وب دیلون
جان وب دیلون (انگلیسی: John Webb Dillion؛ ‏ ۶ فوریهٔ ۱۸۷۷ – ۲۰ دسامبر ۱۹۴۹) بازیگر اهل بریتانیا بود.
از فیلم‌هایی که وی در آن‌ها نقش داشته‌است، می‌توان به مسیر الماس، با تمام وجود و توان و رومئو و ژولیت اشاره نمود.